# Thinohyus
Skinnerhyus shermerorum (лат.) — род вымерших парнокопытных из семейства пекариевых (Tayassuidae). Жил во времена олигоцена — миоцена (33,3—20,43 млн лет назад) на территории современных штатов Небраски, Орегона и Южной Дакоты (США).

## Классификация
По данным сайта Paleobiology Database, на апрель 2022 года род включает 2 вида:
- † Thinohyus lentus Marsh, 1875
- † Thinohyus rostratus Cope, 1888